# Rivière du Moulin (Saint-Laurent-de-l'Île d'Orléans)
Pour les articles homonymes, voir Rivière du Moulin.
La rivière du Moulin coule dans la municipalité de Saint-Laurent-de-l'Île-d'Orléans, dans la municipalité régionale de comté (MRC) de L'Île-d'Orléans, dans la région administrative de la Capitale-Nationale, dans la province de Québec, au Canada.
La partie inférieure de cette petite vallée est desservie par le chemin Royale (route 368) qui longe la rive sud-est de île d'Orléans. Hormis la zone de village, près de son embouchure, l'agriculture constitue la principale activité de cette petite vallée.

## Géographie
La rivière du Moulin prend sa source à la limite de la zone forestière et agricole, soit du côté nord-ouest de la Côte à Gobeil, dans Saint-Laurent-de-l'Île-d'Orléans. Cette source est située à 1,2 km au sud-est de la rivière Maheu, à 4,4 km au sud-est du chenal de l'Île d'Orléans et à 2,4 km au nord-est de la rive du fleuve Saint-Laurent (chenal des Grands Voiliers).
À partir de cette source, le cours de la rivière du Moulin descend sur environ 5,8 km, avec une dénivellation de 103 m, selon les segments suivants :
- 4,1 km d'abord vers le nord-est d'abord en zone forestière, puis entrant en zone agricole et traversant un terrain de golf, jusqu'à un coude de rivière correspondant à un ruisseau (venant du nord et drainant six petits lacs) ;
- 1,7 km vers le sud-est, puis vers l'est, avec une dénivellation de 65 m en descendant la Côte à Filion, et en traversant le village de Saint-Laurent-d'Orléans, jusqu'à son embouchure[2].

La rivière du Moulin se déverse au fond de l'Anse de l'Église, sur la rive nord-ouest du chenal des Grands Voiliers (lequel est traversé par le fleuve Saint-Laurent) dans Saint-Laurent-de-l'Île-d'Orléans. À cet endroit, le grès est d'environ 0,24 km à marée basse et le chenal des Grands Voiliers comporte une largeur de 2,95 m. Une marina est aménagée sur la pointe s'avançant vers le sud-est du côté est de l'anse.

## Toponymie
Le toponyme « rivière du Moulin » origine de l'existence d'un moulin qui aurait été érigé au XVIIe siècle sans doute dans la partie inférieure de son parcours. Trois cours d'eau de cette île sont désignés selon l'existence d'un moulin aménagé sur leur cours respectif.
Le toponyme « Rivière du Moulin » a été officialisé le 11 février 1971.